# Vieil-Hesdin

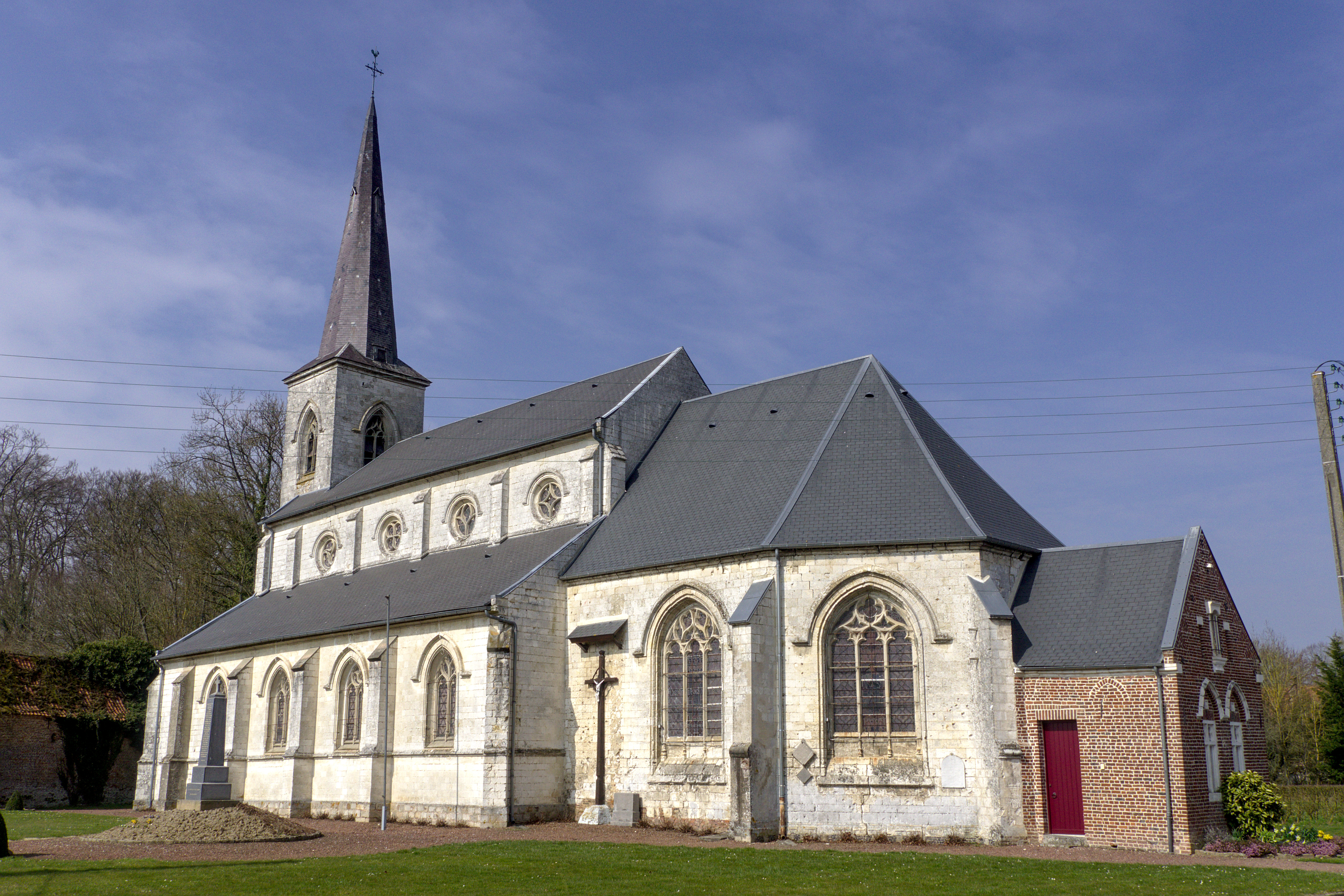
De gotische Maria-Magdalenakerk

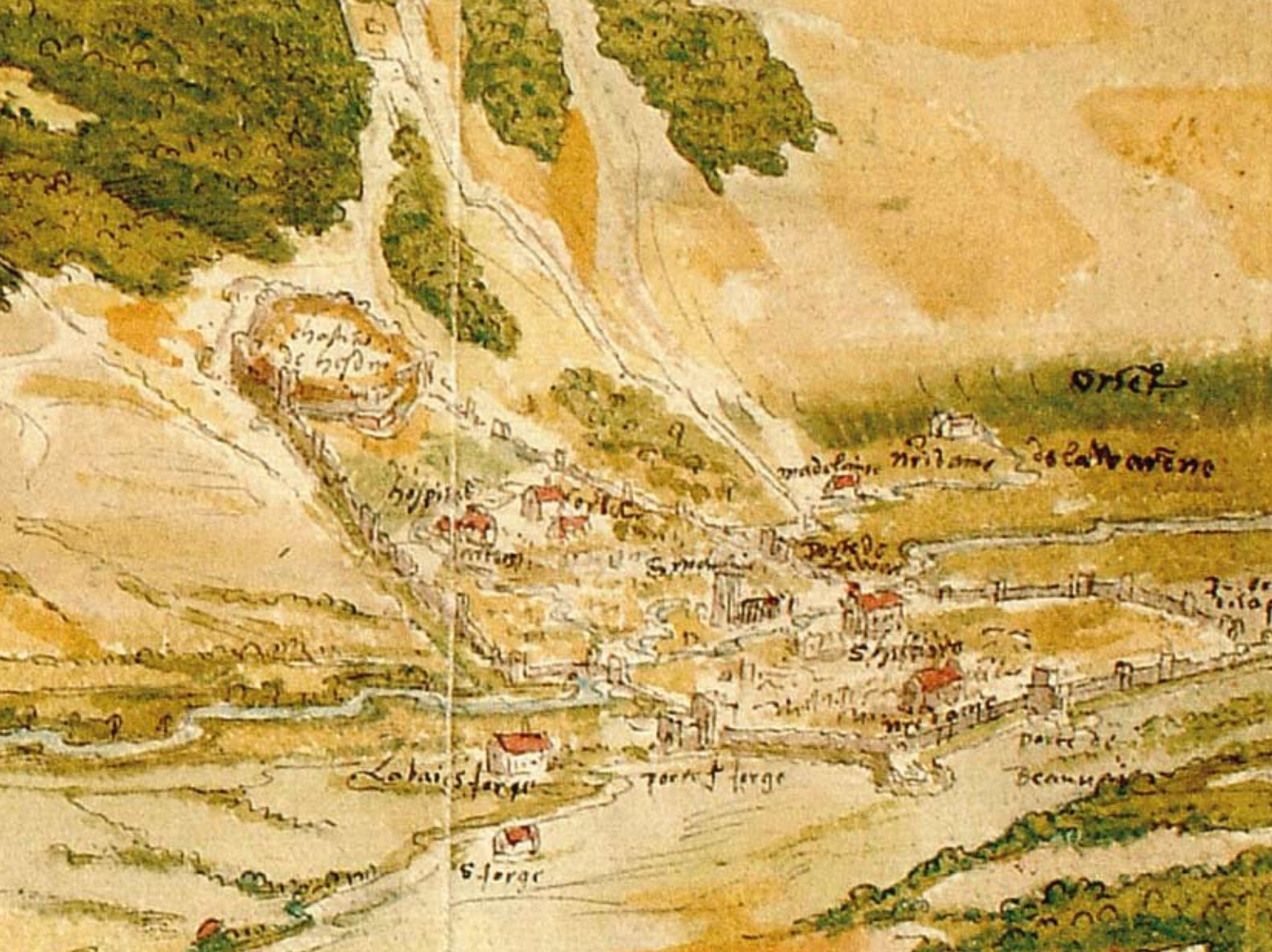
Schets van het oude Hesdin met in het noorden tegen de helling het kasteel (1554)

Vieil-Hesdin (Nederlands: Oud-Heusden) is een gemeente in het Franse departement Pas-de-Calais (regio Hauts-de-France) en telt 367 inwoners (2008). De plaats maakt deel uit van het arrondissement Montreuil.

## Geschiedenis
Oorspronkelijk bevond zich hier de stad Hesdin, een van de belangrijkste steden van Artesië. Bij zijn ontstaan midden 11e eeuw was de stad het centrum van het graafschap Hesdin, een leen van de graven van Vlaanderen. De graven van Hesdin waren pair van Vlaanderen en namen vanuit hun kasteel de grensverdediging waar. In 1119 kwam Walter II van Hesdin in opstand en werd het leen beëindigd.
De primitieve stad lag op de linkeroever van de Canche. Op de rechteroever lag het kasteel en de Sint-Maartenskerk, waar de graven een kapittel installeerden. Andere oude gebedshuizen waren de Sint-Hilariuskerk, de Onze-Lieve-Vrouwekerk en de Sint-Fuscianuskerk.
Het kasteel behoorde toe aan onder meer Robert II van Artesië, Mathilde van Artesië en Filips de Goede. De hertogen van Bourgondië verbleven hier vaak omdat er een groot wildpark was, waarnaar de namen van de buurgemeenten Le Parcq en La Loge verwijzen en waar het bos van Hesdin nog een overblijfsel van is. Het kasteel was beroemd om zijn park met automaten, fonteinen die niets vermoedende passanten nat spoten, labyrint, spiegelpaleis, enz. Ze werden “les merveilles de Hesdin” genoemd.
Economisch was Hesdin een lakenstad. Haar kooplieden hadden in 1164 een hal in Troyes en haar waar was rond 1220 gereputeerd in Siena. Het laatmiddeleeuwse Hesdin was een centrum van handschriftproductie en boekverluchting. Miniaturisten als Loyset Liédet en Jacquemart de Hesdin kwamen er vandaan, evenals de auteur Jean Mansel. De bevolking in die tijd wordt geschat op 3000 à 4000.
In de verdwenen minderbroederskerk werd na de slag bij Azincourt in 1415 de Franse bevelhebber Karel I van Albret begraven.
De strategische grensstad met zijn kasteel was de inzet van intense strijd tussen Frankrijk en de Habsburgse Nederlanden. Hesdin, dat door zijn geografie moeilijk te verdedigen was, onderging van 1520 tot 1553 zes belegeringen. Toen de troepen van keizer Karel V het kasteel op 18 juli 1553 veroverden na twee weken van beleg, besliste de keizer om zes km westwaarts een citadel te bouwen op een meer geschikte plaats. Het beschadigde kasteel werd haastig gesloopt. Hoewel vaak vergeleken met de verwoesting van Terwaan een maand eerder, was het geval Hesdin door heel andere motieven ingegeven. De verwoesting gebeurde niet al te grondig (op 7 augustus trok het leger al weer weg) en bleef beperkt tot het kasteel; de stad werd in essentie aan zijn lot overgelaten. Rond de nieuwe citadel genaamd Hesdinfert groeide een nieuwe agglomeratie, terwijl het oude Hesdin uitdoofde en verviel tot een dorpsgemeenschap.
De Maria-Magdalenakerk en de kloosters van de zwartzusters en de clarissen bleven functioneren. Tijdens het Franse beleg van Hesdin in 1639 werden de zusters bedreigd door de belegeraars, maar de 31 clarissen en 11 zwartzusters kregen uiteindelijk een veilige aftocht. De zwartzusters kwamen nadien terug en bleven actief tot hun klooster onder de Franse Revolutie tot nationaal goed werd verklaard en verkaveld. Het gebouw werd beschadigd in de Tweede Wereldoorlog en tijdens een brand in 1990, maar is daarna gerestaureerd. Het is een privaat kasteel geworden.

## Bezienswaardigheden
- Maria-Magdalenakerk
- Château d'Estruval, een 18e-eeuws kasteel
- Voormalig zwartzusterklooster

## Geografie
De oppervlakte van Vieil-Hesdin bedraagt 9,8 km², de bevolkingsdichtheid is 37,1 inwoners per km².
De onderstaande kaart toont de ligging van Vieil-Hesdin met de belangrijkste infrastructuur en aangrenzende gemeenten.

## Demografie
Onderstaande figuur toont het verloop van het inwonertal (bron: INSEE-tellingen).

## Geboren
- Ernulf van Hesdin (gestorven 1097), strijdmakker van Willem de Veroveraar, vermeld als grote landeigenaar in het Domesday Book, gestorven tijdens de eerste kruistocht in Antiochië
- Simon de Hesdin (gestorven 1383), doctor in de theologie in Parijs, maakte een populaire Franse vertaling van Valerius Maximus' Facta et dicta memorabilia voor koning Karel V van Frankrijk
- Jacquemart de Hesdin (ca. 1355-ca. 1414), schilder, boekverluchter en auteur van Les Très belles heures du duc de Berry
- Colard Le Voleur (ca. 1400-na 1453), schilder-decorateur en kamerheer van Filips de Goede. Was ook verantwoordelijk voor de automaten, mechanische apparaten en fonteinen van het kasteelpark van Hesdin.
- Jean Mansel (ca. 1400-1473), schrijver en vertaler, schreef voor Filips de Goede les "Histoires Romaines" in 1454, verder schreef hij een kroniek "La Fleur des Histoires"
- Loyset Liedet (ca. 1420-1479), boekverluchter voor Filips de Goede en Karel de Stoute
- David Aubert (ca. 1435-1480), Frans kalligraaf, kroniekschrijver en kopiist
- Jan d'Oudegherst (1511-1559), Vlaams rechtsgeleerde
- Adrianus Saravia (1532-1612), hoogleraar in Leiden, week na een mislukte revolte uit naar Engeland, waar hij een van de vertalers werd van de King James Version van de Bijbel. Wordt ook als een van de mogelijke auteurs van het Wilhelmus genoemd.

## Gestorven
- Jean Petit (ca. 1360-1411), doctor in de theologie in Parijs. Vooral bekend omdat hij de verdediging voerde voor de moord op de hertog van Orléans in opdracht van Jan zonder Vrees.